# James Gray (homme politique britannique)
Pour les articles homonymes, voir James Gray et Gray.
James Whiteside Gray, (né le 7 novembre 1954) est un homme politique britannique qui est député conservateur du North Wiltshire de 1997 à 2024.

## Jeunesse
Né à Glasgow, en Écosse, Gray est le fils du très révérend Dr John Rodger Gray, ministre de la cathédrale de Dunblane et modérateur de 1977 de l'Assemblée générale de l'Église d'Écosse et du Dr Sheila Mary Gray qui est médecin généraliste.
Il fait ses études à l'école primaire Hillhead de Glasgow et au lycée de Glasgow, avant d'étudier l'histoire à l'Université de Glasgow où il obtient sa maîtrise en 1975. Il poursuit ses études à Christ Church, Oxford, où il termine une Thèse d'histoire en 1977.

## Début de carrière
À partir de 1977, il travaille comme stagiaire diplômé en gestion chez P&O pendant un an. En 1977, il rejoint l'Honourable Artillery Company, une unité de l'armée territoriale basée à Islington, servant pendant sept ans et est diplômé du Royal College of Defence Studies. En 1978, il reçoit la citoyennenté de la ville de Londres et est nommé courtier maritime avec Anderson Hughes. Il est membre du Baltic Exchange à partir de 1978. Il est directeur général de GNI Freight Futures en 1984, où il exerce ses fonctions jusqu'en 1992. Parallèlement, il est administrateur du Baltic Exchange de 1989 à 1991. En 1987, il reçoit le Lloyd's of London Book Prize. 
Aux élections générales de 1992, Gray est le candidat conservateur pour le siège de Charles Kennedy de Ross, Cromarty et Skye. Avant de gagner la circonscription de North Wiltshire en 1997, il est conseiller spécial du secrétaire d'État à l'Environnement, Michael Howard, et de son successeur John Gummer. Il est ensuite directeur du cabinet de conseil en affaires publiques Westminster Strategy. Gray est également gouverneur de deux écoles à Balham et dans l'arrondissement londonien de Wandsworth. En 1994, il est élu vice-président de la Tooting Conservative Association pour deux ans.

## Député
Aux élections générales de 1997, Gray est élu à la Chambre des communes comme député de la circonscription de North Wiltshire, à la suite du départ à la retraite de l'ancien député conservateur Richard Needham. Gray remporte le siège avec une majorité de 3 475 voix.
Gray prononce son premier discours le 11 juin 1997, dans lequel il parle de la plus grande ville de sa circonscription, Chippenham, et de sa tristesse face à la Tuerie de Dunblane, sa ville natale d'enfance .
Aux élections générales de 2010, Gray l'emporte par une majorité de 7 483 voix, gagnant 25 114 voix et obtenant 51,6% des suffrages. 
Sa carrière ministérielle fantôme commence avec sa nomination comme whip conservateur en octobre 2000, puis comme ministre fantôme de la Défense en 2001. Il est ministre de l'ombre de la ruralité de 2002 à 2005. Après les élections générales de 2005, il n'a servi qu'une semaine en tant que secrétaire d'État fantôme pour l'Écosse. Il démissionne après avoir déclaré que le Parlement écossais devrait être aboli et remplacé par des députés écossais se rendant à Édimbourg pour mener des activités décentralisées.
En 2010, il siège au Comité de la procédure, au Groupe des présidents et jusqu'en 2013 au Comité des finances et des services. En mai 2014, il est l'un des sept candidats non retenus à la présidence du Comité spécial de la défense de la Chambre des communes.
Gray fonde le All Party Group for the Army en 2004 et est l'adjoint de David Cameron pour la sécurité nationale et internationale, sous la présidence de Dame Pauline Neville-Jones (2006-07). Le Groupe publie son rapport, An Unquiet World en juillet 2007.
En mars 2019, Gray est l'un des 21 députés à avoir voté contre l'éducation sexuelle et relationnelle inclusive des LGBT dans les écoles anglaises. Il est un fervent partisan du Brexit et un partisan du groupe de pression pro-Brexit Leave Means Leave.

## Vie privée

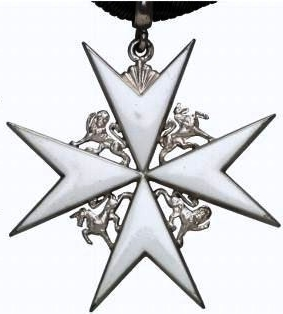
Insigne de l'Ordre très vénérable de l'Hôpital de Saint-Jean de Jérusalem. (collection personnelle).

Gray épouse Sarah Ann Beale en 1980 et ils ont deux fils et une fille. Le mariage prend fin en 2006, après qu'il est apparu que Gray avait une liaison avec une femme mariée, Phillipa Mayo, alors que sa femme luttait contre le cancer du sein. Gray a rencontré Phillipa Mayo, alors directrice de la campagne pro-chasse de la Countryside Alliance, tout en organisant l'opposition conservatrice au projet de loi anti-chasse. L'affaire attire l'attention de la presse nationale lorsque le mari de Mayo, l'avocat Rupert Mayo écrit à un journal local, le Wiltshire Gazette and Herald . L'Association conservatrice locale envisage par la suite de désélectionner Gray comme leur candidat parlementaire mais en janvier 2007, après un scrutin secret de tous les membres locaux du parti, il décide de le confirmer comme le candidat conservateur du North Wiltshire.
En août 2020, Gray est nommé Commandeur de l'Ordre de Saint-Jean pour l'Angleterre.